# ヒデキ・オン・ツアー
『ヒデキ・オン・ツアー』は、1975年9月25日に発売された西城秀樹のライブ・アルバム（2枚組LP）である。

## 内容
1975年7月20日から8月24日まで開催された、西城秀樹の初の全国縦断コンサート「BLOW UP! HIDEKI」の模様が収録されている。なお、この模様はドキュメンタリー映画『ブロウアップ ヒデキ』としても製作され、同年10月10日より全国に公開上映された。

## 収録曲
RECORD-1 SIDE A
1. オープニング
編曲：惣領泰則
2. ブロー・アップ・マン
作詞：一の宮はじめ　作曲・編曲：惣領泰則
3. 愛を求めて
作詞：一の宮はじめ　作曲・編曲：芳野藤丸
4. 恋の暴走
作詞：安井かずみ　作曲・編曲：馬飼野康二
5. Get Dancing
作詞・作曲：Kenny Nolan　訳詞：一の宮はじめ　編曲：芳野藤丸

RECORD-1 SIDE B
1. 瞳の面影-My Eyes Adored You-
作詞・作曲：Kenny Nolan　訳詞：たかたかし　編曲：芳野藤丸
2. 港のヨーコ・ヨコハマ・ヨコスカ
作詞：阿木燿子　作曲：宇崎竜童　編曲：芳野藤丸
3. 激しい恋
作詞：安井かずみ　作曲・編曲：馬飼野康二
4. ケニーのバンプ-The Bump-
作詞：Bill Martin　作曲：Phil Coulter　編曲：惣領泰則
5. 青春に賭けよう
作詞：たかたかし　作曲：鈴木邦彦　編曲：馬飼野康二
6. 情熱の嵐
作詞：たかたかし　作曲：鈴木邦彦　編曲：馬飼野康二

RECORD-2 SIDE A
1. DIANA
作曲：Paul Anka　訳詞：音羽たかし　編曲：惣領泰則
2. ブルー・スエード・シューズ
作詞・作曲：C.Perkins　編曲：惣領泰則
3. 朝日のあたる家-The House of The Rising Sun-
作曲：A. Price　訳詞：漣健児　編曲：惣領泰則
4. S.O.S.
作詞・作曲：S. Tyler　編曲：惣領泰則
5. Heartbreaker
作詞・作曲：M. Farner　編曲：芳野藤丸

RECORD-2 SIDE B
1. この愛のときめき
作詞：安井かずみ　作曲・編曲：あかのたちお
2. 傷だらけのローラ (フランス語)
作詞：さいとう大三　作曲・編曲：馬飼野康二
3. この愛の終るとき-Comme Si Je Devais Mourir Demain-
作曲：J. P. Lang, P. Lemaitre　訳詞：片桐和子　編曲：惣領泰則
4. 明日への愛〜グッド・バイ・ガールズ
作詞：一の宮はじめ　作曲・編曲：田辺信一・惣領泰則

## 復刻盤
- 2021年12月24日発売、GOH HOTODAによるデジタルリマスタリング盤、Blu-spec CD2、紙ジャケット仕様